# Imre Gedővári
Imre Gedővári (Budapest, 1 de julio de 1951-Budapest, 22 de mayo de 2014) fue un deportista húngaro que compitió en esgrima, especialista en la modalidad de sable.
Participó en tres Juegos Olímpicos de Verano, obteniendo tres medallas, dos bronces en Moscú 1980 y oro en Seúl 1988. Ganó nueve medallas en el Campeonato Mundial de Esgrima entre los años 1975 y 1985, y una medalla en el Campeonato Europeo de Esgrima de 1981.

## Palmarés internacional
| Juegos Olímpicos   | Juegos Olímpicos           | Juegos Olímpicos  | Juegos Olímpicos  |
| Año                | Lugar                      | Medalla           | Prueba            |
| ------------------ | -------------------------- | ----------------- | ----------------- |
| 1980               | Moscú (URSS)               | Medalla de bronce | Sable individual  |
| 1980               | Moscú (URSS)               | Medalla de bronce | Sable por equipos |
| 1988               | Seúl (Corea del Sur)       | Medalla de oro    | Sable por equipos |
| Campeonato Mundial |                            |                   |                   |
| Año                | Lugar                      | Medalla           | Prueba            |
| 1975               | Budapest (Hungría)         | Medalla de plata  | Sable por equipos |
| 1977               | Buenos Aires (Argentina)   | Medalla de bronce | Sable por equipos |
| 1978               | Hamburgo (RFA)             | Medalla de oro    | Sable por equipos |
| 1981               | Clermont-Ferrand (Francia) | Medalla de oro    | Sable por equipos |
| 1981               | Clermont-Ferrand (Francia) | Medalla de plata  | Sable individual  |
| 1982               | Roma (Italia)              | Medalla de oro    | Sable por equipos |
| 1982               | Roma (Italia)              | Medalla de bronce | Sable individual  |
| 1983               | Viena (Austria)            | Medalla de plata  | Sable por equipos |
| 1985               | Barcelona (España)         | Medalla de bronce | Sable por equipos |
| Campeonato Europeo |                            |                   |                   |
| Año                | Lugar                      | Medalla           | Prueba            |
| 1981               | Foggia (Italia)            | Medalla de oro    | Sable individual  |